# Mustafa Çelebi
Mustafa Çelebi (zm. 1402/1422) – kandydat do tronu osmańskiego w 1. połowie XV w.
Mustafa był jednym z licznych synów sułtana Bajazyda I Błyskawicy. W 1402 r. jego ojciec został pokonany i wzięty do niewoli przez Tamerlana w bitwie pod Ankarą. Wówczas zaginął również Mustafa (mógł wówczas zginąć lub dostać się do niewoli), a pozostali synowie stoczyli długoletnią wojnę domową o tron sułtański, z której w 1413 r. zwycięsko wyszedł Mehmed I.
Domniemany Mustafa (zwany niekiedy „fałszywym Mustafą”, nie wiemy bowiem, czy faktycznie był to syn Bajazyda, czy też samozwaniec) pojawił się w Rumelii w 1416 r. i sam wystąpił z pretensjami do tronu sułtańskiego. Uzyskał wsparcie cesarza bizantyjskiego Manuela II Paleologa, hospodara wołoskiego Mirczy Starego oraz Wenecji. Mimo pewnych sukcesów (m.in. zniszczenia floty osmańskiej przez Wenecjan w 1416 r. oraz krótkotrwałego opanowania Adrianopola i ogłoszenia się tam sułtanem) Mustafa został jednak pokonany przez brata i zmuszony w 1420 r. do ucieczki do kontrolowanych przez Bizancjum Salonik. Cesarz Manuel zawarł wówczas z sułtanem Mehmedem układ gwarantujący bezpieczeństwo Bizancjum w zamian za zaprzestanie wspierania Mustafy i niedopuszczenie, by ten zagrażał tronowi Mehmeda.
Mustafa ponownie wystąpił z pretensjami do tronu sułtańskiego dopiero po śmierci Mehmeda w 1421 r. Z cichym poparciem bizantyjskim, pozyskując sobie chrześcijańskich mieszkańców imperium oraz masy, które wcześniej uczestniczyły w ruchu Bedreddina, zdołał opanować część Rumelii z Adrianopolem. Wówczas jednak, zamiast umacniać swoje panowanie w europejskiej części imperium, postanowił uderzyć na syna Mehmeda, Murada II w Anatolii, gdzie poniósł porażkę. Próbował uciec na Wołoszczyznę, został jednak schwytany przez Murada, który rozkazał powiesić go jako oszusta.